# 布瓦西耶尔 (洛特省)
布瓦西耶尔（法語：Boissières，法語發音：[bwasjɛʁ]）是法国洛特省的一个市镇，位于该省中部略偏西，属于卡奥尔区。该市镇总面积13.03平方公里，2009年时的人口为365人。

## 人口
布瓦西耶尔人口变化图示